# Dr. Dre
安德烈·羅梅勒·楊（英語：André Romelle Young，1965年2月18日—），是一位非裔美籍嘻哈音樂人、音樂製作人、饒舌歌手，企业家，藝名Dr. Dre（中文常翻作德瑞博士，或德瑞医生，尽管Doctor意為向NBA球員Dr. J致敬）。他專精於幫派饒舌，開創了G-Funk樂派，是西岸嘻哈的代表人物，代表作品是與Snoop Dogg合作的《The Next Episode》 以及《Still D.R.E.》。
他是嘻哈音樂界最成功、最知名、最富有且最具影響力製作人之一，由Dr. Dre发掘与培养的艺人有圖帕克·夏庫爾、史努比狗狗、奈特·道格、阿姆、50 Cent等等，都是嘻哈界的一時之選，構成了他在嘻哈界的教父地位。肯伊·威斯特說：「若問我『嘻哈人是否對德瑞萬分崇敬？』；就像問基督徒『耶穌是不是為信徒贖罪而死？』一樣。」

## 生平
生於加利福尼亞州洛杉磯郡康普頓，自幼因為當地風氣的關係，混跡江湖。
Dr. Dre在1984年參與音樂事業，加入了电子嘻哈樂團World Class Wreckin' Cru（世界級拆屋工，简称WCWC），錄製了專輯World Class和Rapped In Romance。
1986年與隊員DJ Yella離開WCWC並加入當地饒舌歌手Eazy-E和Ice Cube的幫派饒舌組合尼哥有態度（Niggaz Wit' Attitude，N.W.A）。1988年歌曲《Fuck Tha Police》，歌詞強烈侮辱警方，引來聯邦調查局警告，甚至贏得傳媒稱「世上最危險團體」封號。
1991年與保鏢好友修格·奈特合組「死囚唱片」（Death Row Records），1992年發布專輯The Chronic。1996年離開死囚唱片，經營自己的唱片公司餘波娛樂，1999年發布專輯「2001」，且陸續發掘Eminem、Kendrick Lamar等知名饒舌藝人。
2010年11月，媒体报道Dr. Dre打算在2011年发表最后一张专辑《Detox》后退出嘻哈舞台。
2008年他與吉米·艾欧文（Jimmy Iovine）創辦了耳機公司「Beats by Dr. Dre」，自為執行長以及主要股東，一度公司股權由宏達電子收購，宏達電子退出之後，2014年5月28日苹果公司以30億美元收購Beats，他擁有25%的股權，估計將使他的財產上升為8億美元，成為嘻哈界首富。
2021年有傳他因腦動脈瘤住院。